# Endogonomycetes
Endogonomycetes Doweld – klasa grzybów z typu Mucoromycota.

## Systematyka
Pozycja w klasyfikacji według Index Fungorum: Endogonales, Incertae sedis, Endogonomycetes, Mucoromycotina, Mucoromycota, Fungi
Takson utworzył w 2014 r. Aleksandr Doweld. Jego typem nomenklatorycznym jest Endogone Link. Według aktualizowanej klasyfikacji CABI databases, bazującej na Dictionary of the Fungi jest to takson monotypowy:
- podklasa Incertae sedis
  - rząd  Endogonales Jacz. & P.A. Jacz. 1931
    - rodzina Densosporaceae Desirò, M.E. Sm., Bidart., Trappe & Bonito 2017
    - rodzina Endogonaceae Paol. 1889